# Михайлов Юрій Олександрович
Ю́рій Олекса́ндрович Миха́йлов (14 лютого 2000 — 22 серпня 2021) — лейтенант 28-ї окремої механізованої бригади Збройних Сил України, учасник російсько-української війни.

## Життєпис
Народився 14 лютого 2000 року в Миколаєві. Ріс сиротою — хлопця виховувала бабуся. Завжди був серйозним, рішучим, займався спортом. І мріяв про військову кар'єру.
Закінчив Національну академію сухопутних військ імені гетьмана Петра Сагайдачного. Отримав диплом, погони офіцера — і фактично одразу пішов на фронт. Став командиром взводу 28 омбр імені Лицарів Зимового Походу.
Загинув в обідню пору 22 серпня 2021 року час бойового чергування на взводному опорному пункті в районі міста Мар'їнка Донецької області від смертельного кульового поранення, завданого російським снайпером. Ворожа куля влучила в офіцера крізь бійницю в окопі.
Похований на Алеї слави Миколаївського центрального міського кладовища.
Залишились бабуся.

## Нагороди
- Указом Президента України № 576/2021 від 15 листопада 2021 року, «за особисту мужність, виявлену у захисті державного суверенітету та територіальної цілісності України, сумлінне і бездоганне служіння Українському народові», нагороджений орденом «За мужність» III ступеня (посмертно)[1].